# Маллаби, Кристофер
Кристофер Маллаби (англ. Christopher Leslie George; р. 7.7.1936) — британский дипломат.
Обучался в Итоне, Королевском колледже Кембриджа, Гарвардской бизнес-школе.
На дипломатической службе в 1959—1996 годах.
В 1961—1963 и 1975—1977 годах работал в посольстве Великобритании в Москве.
В 1988—1992 годах посол Великобритании в Германии (до 1990 года — в Западной Германии). На его время работы в Бонне пришлось объединение Германии: "Я был убежден, что объединенная Германия не будет представлять опасности снова".
В 1993—1996 годах посол Великобритании во Франции.
В 1996—2006 годах управляющий директор UBS Investment Bank.
В 2002—2006 годах председатель Somerset House Trust.
Рыцарь Великого Креста ордена Святого Михаила и Святого Георгия (1996, рыцарь-командор 1988).
Почётная степень доктора права Бирмингемского университета (2004).